# Schatten der Gerechtigkeit
Schatten der Gerechtigkeit ist ein deutscher Fernsehfilm, der im Jahre 2009 in Sat.1 ausgestrahlt wurde. Die Hauptrollen in dem Thriller übernahmen Yvonne Catterfeld und Richy Müller. Die Erstausstrahlung des Films war am 6. Oktober 2009.

## Handlung
Maria Teiss ist eine Polizistin. Sie wird in die Abteilung von Edgar Feindt, ihrem Ex-Geliebten, versetzt. Sie hat den Auftrag, seine Arbeitsmethoden genau unter die Lupe zu nehmen. Zudem muss sie einen mysteriösen Mordfall aufklären. Jedoch stellt sich Maria die Frage, ob es Selbstmord war, oder ob doch ihr Chef die Finger im Spiel hatte. Als ob ihre Aufgaben nicht schon schwierig genug wären, muss sie auch noch mit Edgar ein Verbrechen an einem Kind aufklären.

## Hintergrund
Schatten der Gerechtigkeit war im Jahr 2009 der vom Sender Sat.1 für die Wettbewerbe des Fernsehfilm-Festivals Baden-Baden nominierte Film.

## Kritiken
„Der spannend inszenierte Polizeithriller gab der Catterfeld Gelegenheit, ihr Elfen-Image gegen das einer toughen, modernen Frau zu tauschen.“

„‚Schatten der Gerechtigkeit‘ ist ein spannender und hoch ästhetisch erzählter Polizeifilm.“

„(Fernseh-)Thriller, der hinter Kriminalhandlung grundsätzliche Fragen nach Recht, Gerechtigkeit und Loyalität anspricht.“